# Hulowska Słobódka
Hulowska Słobódka (ukr. Слобода-Гулівська) – wieś na Ukrainie, w obwodzie winnickim, w rejonie barskim.
W czasach Rzeczypospolitej wieś leżała w województwie podolskim. Odpadła od Polski w wyniku II rozbioru.